# Leis de Valhadolid
As leis de Valhadolid de 1412 foram um conjunto de decretos emitidos no reino de Leão e Castela durante o reinado de João II de Castela as quais restringiam os direitos dos judeus. São de certa forma precursoras da posterior criação de guetos.

## Contexto histórico
Em 1391, os Dominicanos tinham levado a cabo uma campanha de conversões, que culminara em desordens em algumas zonas habitadas por judeus. Os Dominicanos afirmaram então que estes desacatos "provavam" que os Judeus eram um "problema" para o qual havia que encontrar uma solução. Em 1412, o Bispo Pablo de Santa Maria de Burgos foi o autor das "Leis de Valhadolid", nas quais se estipulava um conjunto de medidas

## Medidas
Foram tomadas, entre outras, as seguintes medidas:
- As zonas habitadas pelos judeus deveriam ser postas sobre um estrito controlo. De certa forma, é uma antecipação dos guetos.
- Os judeus são obrigados a usar um crachá distintivo.
- Os homens judeus são obrigados a deixar crescer a barba. São também proibidos de serem apelados por "Don"
- Os judeus são proibidos de usar armas.
- Os médicos judeus são proibidos de tratar cristãos.
- Não foram impostas medidas de restrição ao comércio entre cristãos e judeus.

## Influências fora do reino
O Dominicano Vicente Ferrer levou as instruções do bispo para o Reino de Aragão, onde convenceu o rei Fernando I de Aragão a tomar semelhantes medidas contra os Judeus.